# Jožef Žehel
Jožef Žehel (tudi Šehel, Schechel), slovenski duhovnik in pripovednik, * 11. februar 1824, Gornji Grad, † 31. marec 1898, Mozirje. 

## Življenje in delo
Oče mu je bil trgovec Janez, mati mu je bila Jera (rojena Kolenc). Po končani ljudski šoli v rojstnem kraju je obiskoval gimnazijo v Celju (1837–1843) in licej v Gradcu (1843–1845). Bogoslovje je študiral v Celovcu (1845–1849). Kaplanoval je na Vinskem vrhu pri Šmarjah (prej Sv. Štefan pri Žusmu) (1849–1851), v Ribnici na Pohorju (1851–1852), v Šmartnem pri Slovenj Gradcu (1852–1856), na Zibiki (1856–1858) in na Vranskem (1858–1862). Župnik je bil  v Lučah (1862–1871), Šempetru v Savinjski dolini (1871–1886) in  Mozirju (1886–1898).
Žehel je bil marljiv sodelavec časopisa Drobtinice, v katerem je sodeloval z izvirnimi vzgojnimi črticami, idealiziranimi življenjepisi in krajšimi poročili. O njegovem prvem prispevku Kako se oča Jamnik na daljno pot odpravljajo (1856) je Anton Martin Slomšek pisal uredniku Mihaelu Stojanu: »Oče Jamnik od Žehla je odličen«, kar je Žehla gotovo opogumilo, da je nadaljeval z opisovanjem oseb in dogodkov, ki jih je doživljal: Romar (1856), Filip Bomar (1857), Žena – da je kaj (1857), Bedak (1858), Zlata tobakera (1858), Pot luči naprot (1859/60) idr. Prosto je iz nemščine prevedel deli Albana Stolza Ali ne veste, da ste tempelj božji (1858) in Morska noga (1859/60). Narodopisno je zanimiv članek Še nekaj za tiste, ki se ženijo ali može (1861), kjer opisuje ženitovanjske običaje na Vranskem. Vanj je vpletel zdravice in pesmi z notami v prilogi: Lilije in vertnica, Devištva lepota in vrednost, božično Kako Marija in Jožef po Betlehemu prenočiše išeta. Objavljal je tudi v časopisu Kmetijske in rokodelske novice. Snovno in oblikovno so Žehlovi spisi slikoviti, očitna pa je moralistična tendenca.